# Asplenium cuneatum
Asplenium cuneatum är en svartbräkenväxtart som beskrevs av Jean-Baptiste Lamarck. Asplenium cuneatum ingår i släktet Asplenium och familjen Aspleniaceae. Inga underarter finns listade.